# Phryganomelus auriventer
Phryganomelus auriventer är en insektsart som beskrevs av Nicholas David Jago 1983. Phryganomelus auriventer ingår i släktet Phryganomelus och familjen gräshoppor. Inga underarter finns listade i Catalogue of Life.